# Buixatli Mustafà Paixà
Buixatli Mustafà Paixà —en algunes fonts Bushatli Mustafa Pasha, Mustafa Reshit Pasha Bushati— (Scutari en una data incerta - Medina 27 de maig de 1860) fou un polític otomà d'origen albanès, fill de Mehmed Asaf Paixà i nebot del famós Kara Mahmud Paixà de la familia dels Buixatli.
El 1810 fou nomenat per un càrrec administratiu al mutassarriflik de Shkodra i va esdevenir vezir el 1812. Mustafa Buixtali va donar suport a les forces del gran visir Hurşid Ahmed Paşa que finalment van esclafar la Primera revolta sèrbia, comandada per Karađorđe Petrović en 1813.
Va lluitar contra Alí Paixà Tepedelenli de Janina i va expulsar els bektaixis que l'havien ajudat; el 1821 el domini semiindependent de l'Albània del sud centrat a Janina fou liquidat pels otomans però en canvi els Buixatli van conservar el nord. Després va lluitar contra els rebels grecs en la campanya de 1823. El març de 1827 va atacar al governador de Pec, i va esclatar un conflicte quan hi van intervenir diversos governants de la zona. El 1828 els russos van atacar Turquia i quan s'acostaven a Constantinoble el sultà va demanar a Mustafà l'enviament de tropes i li va cedir Elbasan, Dèbar i Dukajin (a més de Scutari) però el príncep serbi Miloš Obrenović va subornar als caps tribals i el reclutament fou menor de l'esperat; el príncep va convèncer Mustafà que les reformes otomanes anaven contra la seva autonomia; d'altra banda els russos li van prometre la creació d'una monarquia albanesa sota la seva direcció si els ajudava; Mustafà hauria contactat amb Muhàmmad Alí Paixà d'Egipte, amb els musulmans bosnians i amb Miloš Obrenović de Sèrbia.
Finalment l'exèrcit que Mustafà va enviar, previst de 60.000 homes, fou només de dos o tres mil, amb els quals va establir el seu domini a Metohija i va avançar cap a Rumèlia (turc i russos suposaven ambdós que anava en ajut seu). Aquest exèrcit de fet va tenir una actitud passiva. Llavors es va signar la pau d'Edirne o Adrianòpolis (1829) molt desfavorable pels otomans.
El príncep Milos va exigir les fronteres del seu principat conforme al tractat de Bucarest de 1812 el que afectava a sis governadors otomans. Jashar Paixà de Pristina va intentar assegurar la frontera del seu amb una aliança amb Scutari. Mustafà Pasha ara havia de fer front a la seva actitud en la guerra i a les reformes centralitzadores del sultà. Els païxes albanesos van objectar l'ordre que prohibia portar armes. Una assemblea de caps albanesos, ulemes i caps tribals es va reunir a Scutari i va rebutjar els decrets del sultà entre els quals el que ordenava establir una guarnició regular a la ciutat i restituir els territoris concedits el 1828. Mustafà va tenir el suport dels païxes de Prizren, Pec, Djakovica, Pristina, Dèbar, Vranje, Tètovo, Skoplje i Leskovac. La coalició va obtenir alguns èxits ocupant Nish, Skopje i Sofia (1830).
Alguns errors en la direcció militar i política de Mustafà van permetre al paixà de Rumèlia enfrontar aquestes forces i derrotar-les a la batalla de Babune (prop de Prílep) i rodejar a Mustafà al castell de Rosafa (abril de 1831). Un exèrcit otomà fou enviat dirigit pel gran visir Reşid Mehmed Pasha en persona i els albanesos foren derrotats a Bitolj. Mustafà es va rendir el 9 d'octubre de 1831; centenars de persones van morir a la lluita i milers foren empresonats o enviats a l'exili entre els quals diversos membres de la família. Governadors otomans foren nomenats arreu i a les principals ciutats es van establir guarnicions.
Va estar en residència vigilada a Istanbul però el 1846 va recuperar la seva posició i va tornar a rebre càrrecs oficials; fou governador a diversos llocs (Bolu, Kastamonu, Adana, Marash, Konya i altres) i el 1853 fou governador de l'Hercegovina.
Fou nomenat valí de Medina i residí en aquella ciutat fins a la seva mort, el 27 de maig de 1860. Els seus béns, confiscats el 1831, foren tornats als seus fills el 1865. Un d'aquests fills, Hasan Hakki, fou governador d'Alep i un altre, Mahmud Paixà (+1870), fou sandjakbegi de Novi Pazar.